# Беатриса Сицилийская (1326—1365)
Беатриса Сицилийская (5 сентября 1326, Палермо — 12 октября 1365, Гейдельберг) — дочь короля Сицилии Педро II и Елизаветы Каринтийской.

## Жизнь
В 1345 году Беатриса Сицилийская вышла замуж за Рупрехта II, пфальцграфа Рейнского из дома Виттельсбахов. Чтобы пожениться, им нужно было получить папское разрешение. Рупрехт активно поддерживал своего дядю курфюрста Руперта I и постоянно переезжал. Свекровь Беатрисы Ирменгард из Эттингена была монахиней в Вормсе. Беатриса проводила там много времени, пока её муж бывал в отъезде. Их детьми были:
- Анна (1346 — 30 ноября 1415), с 1363 жена Вильгельма VII Юлихского
- Фридрих (1347 — ок. 1395)
- Мехтильда (р. 1350), жена ландграфа Зигоста Лейхтенбергского
- Елизавета — умерла в детстве
- Рупрехт (1352—1410), король Германии
- Адольф — умер в детстве

Беатриса умерла в 1365 году ещё до смерти дяди своего мужа Руперта I. Когда Рупрехт получил титул курфюрста после смерти своего дяди в 1390 году, Беатрисы не было на свете вот уже двадцать пять лет. Она была похоронена в цистерцианском монастыре Шёнау недалеко от Гейдельберга. Дом Виттельсбахов основал Коллегиальную церковь в память о ней.